# Prolaktinski receptor
Prolaktinski receptor je kodiran genom na hromozomu 5p13-14. On je transmembranski receptor koji formira interakcije sa molekulom prolaktina. 
Ovaj receptor sadrži ekstracelularni region za koji se vezuje prolaktin, transmembranski region, i citoplasmatični region. Prolaktinski receptor je citokinski receptor. On je deo kaskade sekundarnih glasnika koja obuhvata JAK-STAT put, JAK-RUSH put, Ras-Raf-MAPK, i PI-3K.
Postoje varijacije između prolaktinskih receptora izraženih u različitim tkivima.

## Spoljašnje veze
- Prolactin+receptor на 